# Věrchně-Kurmojarskaja
Věrchně-Kurmojarskaja (rusky Верхне-Курмоярская) je někdejší kozácká stanice. Nacházela se na území dnešního Kotělnikovského rajónu Volgogradské oblasti a územně spadala pod správu Druhý Donský okruh Oblasti vojska donského.

## Název
Výraz "курман" (kurman) je tatarského původu a označuje "obětování" a někdy se ho používalo také jako osobního jména. V těchto místech zřejmě Tataři pořádali slavnosti a přinášeli zde oběti.

## Geografie
Stanice se rozkládala na levém břehu Donu, několik kilometrů níže pod ústím řeky Aksaje Kurmojarského.

## Historie
Tato kozácká stanice je jedna z nejstarších. Poprvé je kozácké sídlo Věrchnij Kurman Jar (Верхний Курман Яр) zmiňováno v roce 1640. Stanice se několikrát přemísťovala, jindy byla то разоряемая водою, jindy požárem, nebo nepřítelem (Tatary), jindy podle změny toku Donu. V letech 1935 až 1950 byla stanice administrativním střediskem Věrchně-Kurmojarského rajónu Stalingradské oblasti.
Obec zanikla po vysídlení a byla zatopena vodou nové Cimljanské přehrady.